# Léonce Lagae
Léonce Antoine Aloïs Lagae, né le 4 septembre 1894 à Gand et mort dans cette même ville le 24 septembre 1964, est un homme politique belge, membre du CVP.

## Biographie
Lagae est docteur en droit (RUG).
Il est élu conseiller provincial (1932-1936), sénateur provincial (1946-1964) de la province de Flandre-Orientale, brièvement ministre de la Justice, en remplacement de Joseph Pholien, démissionnaire (Gouvernement Van Houtte, 1952). Il doit interrompre son mandat à la suite d'un accident cardiaque.

## Généalogie
- Il est fils de Constant et Séraphine Van Pottelsberghe.
- Il épousa en 1925 Marie Vercauteren, fille d'Yvon et d'Anne Dutry ;
  - Ils eurent sept enfants, Yves (°1927), Jean (°1932), Jacques (°1934), Paul (°1938), Guy (°1944), Marie (°1931) et Cécile (°1937).

## Sources
- Bio sur ODIS